# Thesaurus Linguae Etruscae

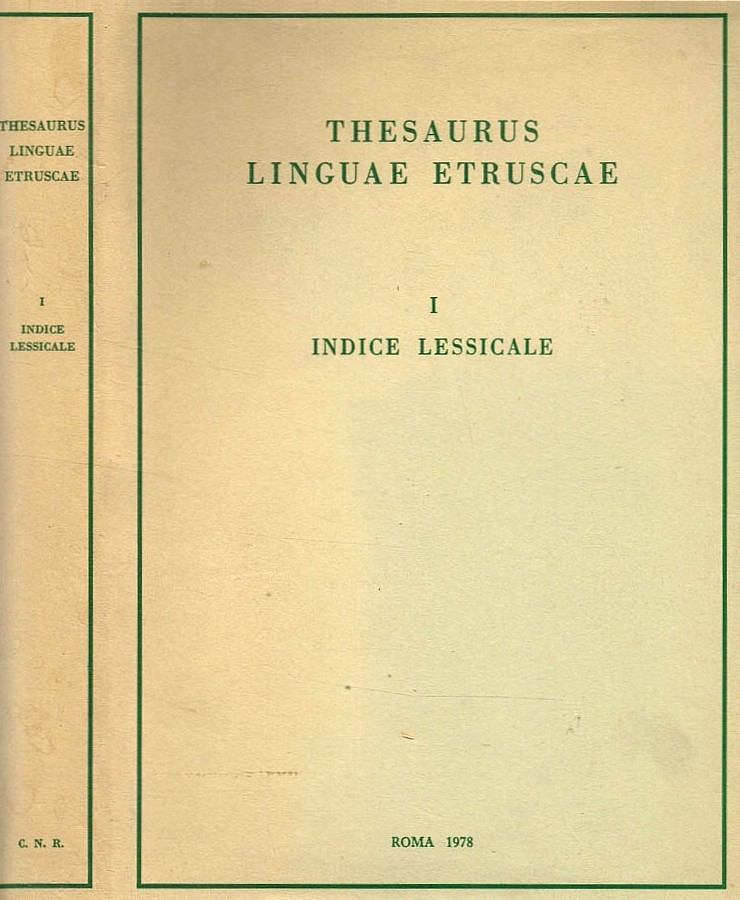
Erstausgabe von Band 1 des Thesaurus Linguae Etruscae 1978

Der Thesaurus Linguae Etruscae (ThLE) ist ein wissenschaftliches Nachschlagewerk zum Studium der etruskischen Sprache und bietet ein vollständiges philologisches Verzeichnis aller Einträge, die aus etruskischen Texten entnommen werden können, sowie aller etruskischen Wörter, die in griechischen und lateinischen Quellen und Glossaren vorkommen.

## Geschichte

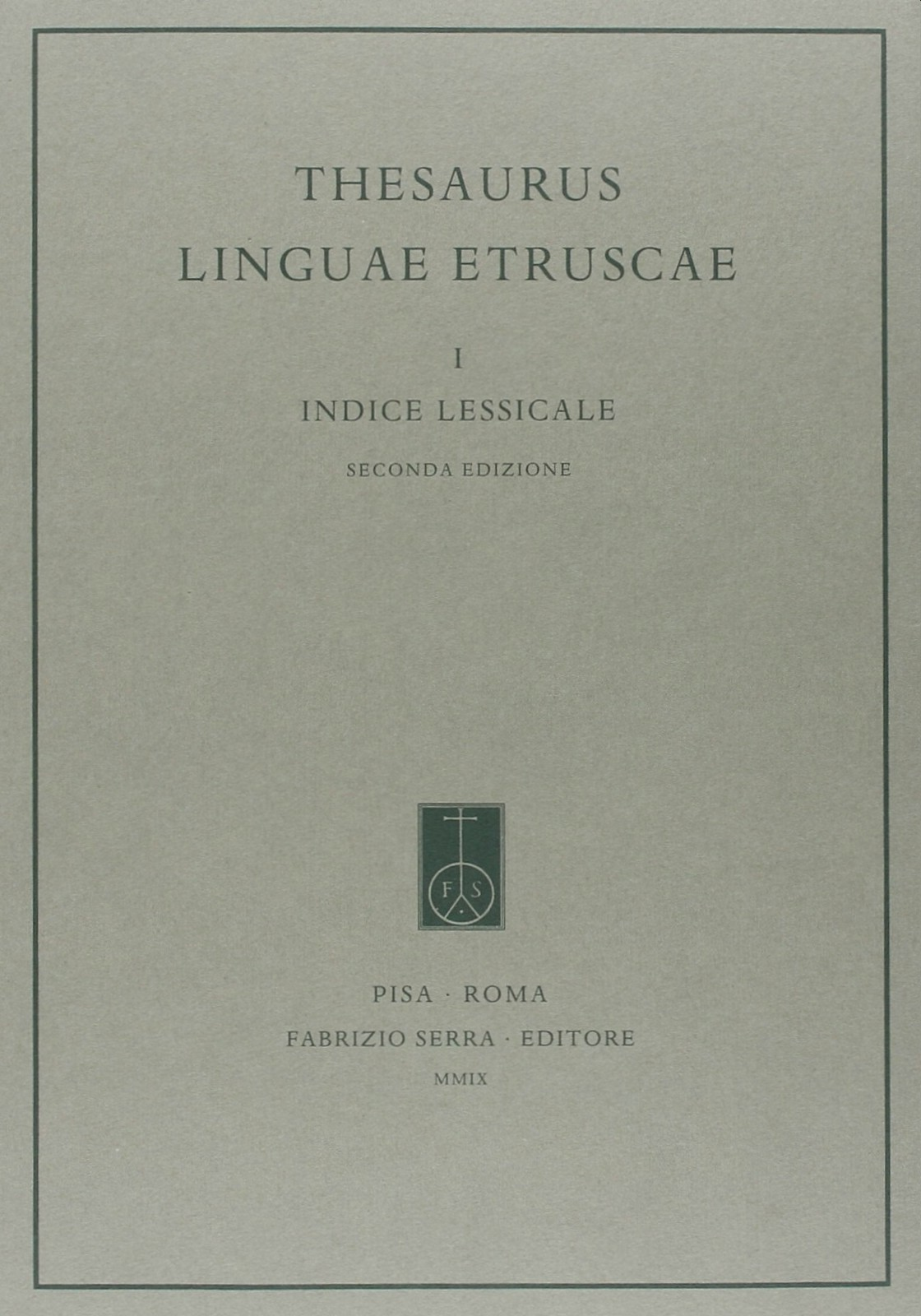
Neuauflage von Band 1 des Thesaurus Linguae Etruscae 2009

Kurz nach Beendigung des Zweiten Weltkriegs wurde auf Initiative und unter Leitung von Giacomo Devoto und Massimo Pallottino im Istituto di Studi Etruschi ed Italici in Florenz und im Istituto di Etruscologia e Antichità Italiche der Universität Rom mit den vorbereitenden Arbeiten für einen Thesaurus der etruskischen Sprache begonnen. Die Durchführung der Arbeit konzentrierte sich auf das Institut in Rom, wo das Corpus Inscriptionum Etruscarum (CIE), eine bedeutende Sammlung etruskischer Inschriften, und sonstige einschlägige Publikationen, darunter auch Kataloge von Museen und Ausstellungen, ausgewertet wurden. Man untersuchte auch systematische Sammlungen archäologischer Funde wie Keramik, Glyptik, Spiegel und Bestattungsurnen.
Die Erfassung und Ordnung des Materials dauerte etwa 20 Jahre. Nachdem 1966 eine erste Festlegung über die Ausrichtung der weiteren Arbeiten getroffen worden war, wurden 1969 auf einem in Florenz veranstalteten Kolloquium, an dem Fachleute aus mehreren Ländern teilnahmen, endgültige Beschlüsse über die Anlage und Ausarbeitung des Thesaurus Linguae Etruscae gefasst. Das Werk sollte in zwei eigenständigen Bänden erscheinen, von denen der erste als Wortformenindex (indice lessicale) gestaltet werden sollte, während für den zweiten die Form eines echten Wörterbuches (vocabolario) vorgesehen wurde.
Das Verlagsmanuskript für den ersten Band, das Maristella Pandolfini Angeletti unter der Leitung von Massimo Pallottino hergestellt hatte, lag Ende 1977 vor. Der komplizierte Drucksatz erforderte noch ein weiteres Jahr, bis das Werk 1978 schließlich veröffentlicht werden konnte. Die Edition einschließlich Finanzierung und Vorbereitung für den Druck übernahm der Consiglio Nazionale delle Ricerche (CNR), eine italienische Behörde zur Förderung von wissenschaftlichen Forschungs- und Entwicklungsarbeiten. Maßgebliche Mitarbeiter waren Carlo de Simone, Mauro Cristofani und Alessandro Morandi. Daneben waren aber noch zahlreiche andere Mitarbeiter beteiligt, da der Thesaurus eine Kollektivarbeit darstellte.
In den Jahren 1984, 1991 und 1998 folgten drei Beilagen für neue Ausgabenmaterialien, die allerdings eine schnelle Konsultation erschwerten. Nach 30 Jahren war der Band schließlich veraltet, da in diesem Zeitraum zahlreiche neue epigraphische Entdeckungen gemacht wurden, darunter die Tabula Cortonensis. Daher wurde es notwendig, den ersten Band vollständig zu überarbeiten. 2009 erschien eine Neuauflage des ersten Bands von Enrico Benelli, Maristella Pandolfini Angeletti und Valentina Belfiore, die sich in Struktur und Darstellung weitestgehend an der Erstauflage orientiert. Auch hier untergliedert sich das Kompendium in drei Verzeichnisse mit ungleicher Länge: Das erste und umfangreichste Verzeichnis umfasst Lemmata in etruskischer Sprache, die aus der etruskischen Schrift transkribiert wurden. Es folgen Auflistungen von epigraphischen Zeugnissen in lateinischer und griechischer Schrift und Sprache, die auf etruskische Wörter Bezug nehmen.
Während der erste Band die Zeugnisse aller bekannten etruskischen Wörter in ihrem textlichen, geographischen und chronologischen Kontext auflistet, sollte nun der zweite Band für jedes dieser Wörter die verschiedenen hermeneutischen Hypothesen vorschlagen, die in wissenschaftlichen Arbeiten über die etruskische Sprache entwickelt wurden. Dieses Projekt wird seit 2011 in einer internationalen Zusammenarbeit weiterentwickelt, wobei zunächst der genaue Finanzbedarf ermittelt und grundlegende wissenschaftliche Entscheidungen hinsichtlich Form und Inhalt erarbeitet werden.

## Ausgaben
- Massimo Pallottino (Hrsg.): Thesaurus Linguae Etruscae. I. Indice lessicale. Consiglio Nazionale delle Ricerche, Centro di Studio per l’Archeologia Etrusco-Italica, Rom 1978.
- Enrico Benelli (Hrsg.): Thesaurus Linguae Etruscae. I. Indice lessicale. Seconda edizione completamente riveduta sulla base della prima edizione pubblicata nel 1978 da Massimo Pallottino. Fabrizio Serra Editore, Pisa/Rom 2009, ISBN 978-88-6227-135-6.